# Augochlora leptis
Augochlora leptis är en biart som först beskrevs av Joseph Vachal 1911.  Augochlora leptis ingår i släktet Augochlora och familjen vägbin. Inga underarter finns listade.